# Limonium bourgeaui
Limonium bourgeaui  es un planta perenne perteneciente a la familia de las plumbagináceas. 

## Descripción
Limonium bourgeaui es un endemismo de las islas orientales. Pertenece al grupo de especies cuyos escapos florales principales son alados. Se diferencia por sus hojas, que son pubescentes y largamente pecioladas. Esta especie se incluye en el Catálogo de Especies Amenazadas de Canarias, como sensible a la alteración de su hábitat, en las islas de Lanzarote y Fuerteventura.

## Taxonomía
Limonium bourgeaui fue descrita por (Webb ex Webb) Kuntze  y publicado en Revisio Generum Plantarum 2: 395. 1891.
Etimología
Limonium: nombre genérico que procede del griego leimon, que significa "pradera húmeda", aludiendo al hábitat de muchas de las especies del género.
bourgeaui: especie dedicada a Eugène Bourgeau (1815-1877), viajero y botánico francés, que recolectó sobre todo en Canarias y en la región mediterránea.
Sinonimia
- Statice bourgaei Webb ex Webb